# Слобода (Ивано-Франковский район)
Слобода́ (укр. Слобода) — село в Бурштынской городской общине Ивано-Франковского района Ивано-Франковской области Украины.
Население по переписи 2001 года составляло 479 человек. Занимает площадь 7,104 км². Почтовый индекс — 77121. Телефонный код — 3431.